# Präsidentschaftswahl im Iran 2017
Die Präsidentschaftswahl im Iran fand am 19. Mai 2017 zeitgleich mit Kommunalwahlen statt. Bei einer Wahlbeteiligung von 73,1 % konnte sich der amtierende Staatspräsident Hassan Rohani mit 57,1 % der Stimmen deutlich gegenüber Ebrahim Raissi, dem Vertrauten des Obersten Religionsführers Ali Chamenei, mit 38,3 % durchsetzen.

## Kandidaten
Für die Wahl hatten sich zunächst 1636 Personen beworben, darunter 137 Frauen. Der Wächterrat ließ sechs Kandidaturen zu:
- Hassan Rohani, amtierender Staatspräsident des Landes
- Ebrahim Raissi, Vertrauter des Obersten Religionsführers Ali Chamenei
- Mostafa Mirsalim, Kulturminister von 1992 bis 1997
- Mostafa Haschemitaba, Vizepräsident von 1994 bis 2001 unter Haschemi Rafsandschani

Zwei Kandidaten zogen nach der Zulassung ihre Bewerbung zurück:
- Mohammad Bagher Ghalibaf, Oberbürgermeister von Teheran, zugunsten von Raissi[2]
- Eshagh Dschahangiri, amtierender Vizepräsident, zugunsten von Rohani[3]

Der ehemalige Präsident Mahmud Ahmadineschad sowie der frühere Vizepräsident Hamid Baghaie wurden nicht zugelassen.

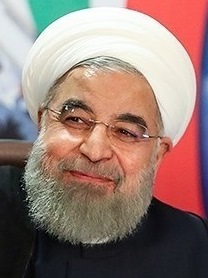
Hassan Rohani
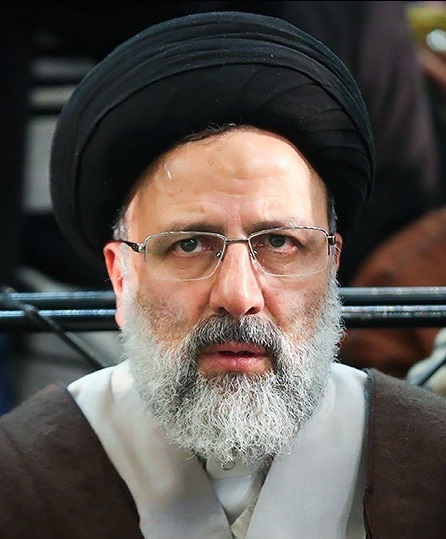
Ebrahim Raissi
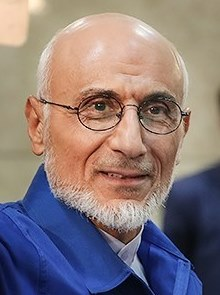
Mostafa Mirsalim
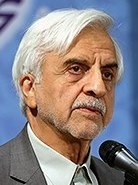
Mostafa Haschemitaba

## Wahlergebnis

Mehrheiten nach Provinzen:

| Kandidaten | Kandidaten                          | Stimmen    | %     |
| ---------- | ----------------------------------- | ---------- | ----- |
|            | Hassan Rohani                       | 23.549.616 | 57,13 |
|            | Ebrahim Raissi                      | 15.786.449 | 38,30 |
|            | Mostafa Mirsalim                    | 478.215    | 1,16  |
|            | Mostafa Haschemitaba                | 215.450    | 0,52  |
|            | ungültige Stimmen                   | 1.190.401  | 2,89  |
|            | Gesamt                              | 41.220.131 | 100   |
|            | Registrierte Wähler/Wahlbeteiligung | 56.410.234 | 73,07 |